# 1999 en Allemagne
Chronologie de l’Allemagne
- 1995
- 1996
- 1997
- 1998
- 1999
- 2000
- 2001
- 2002
- 2003

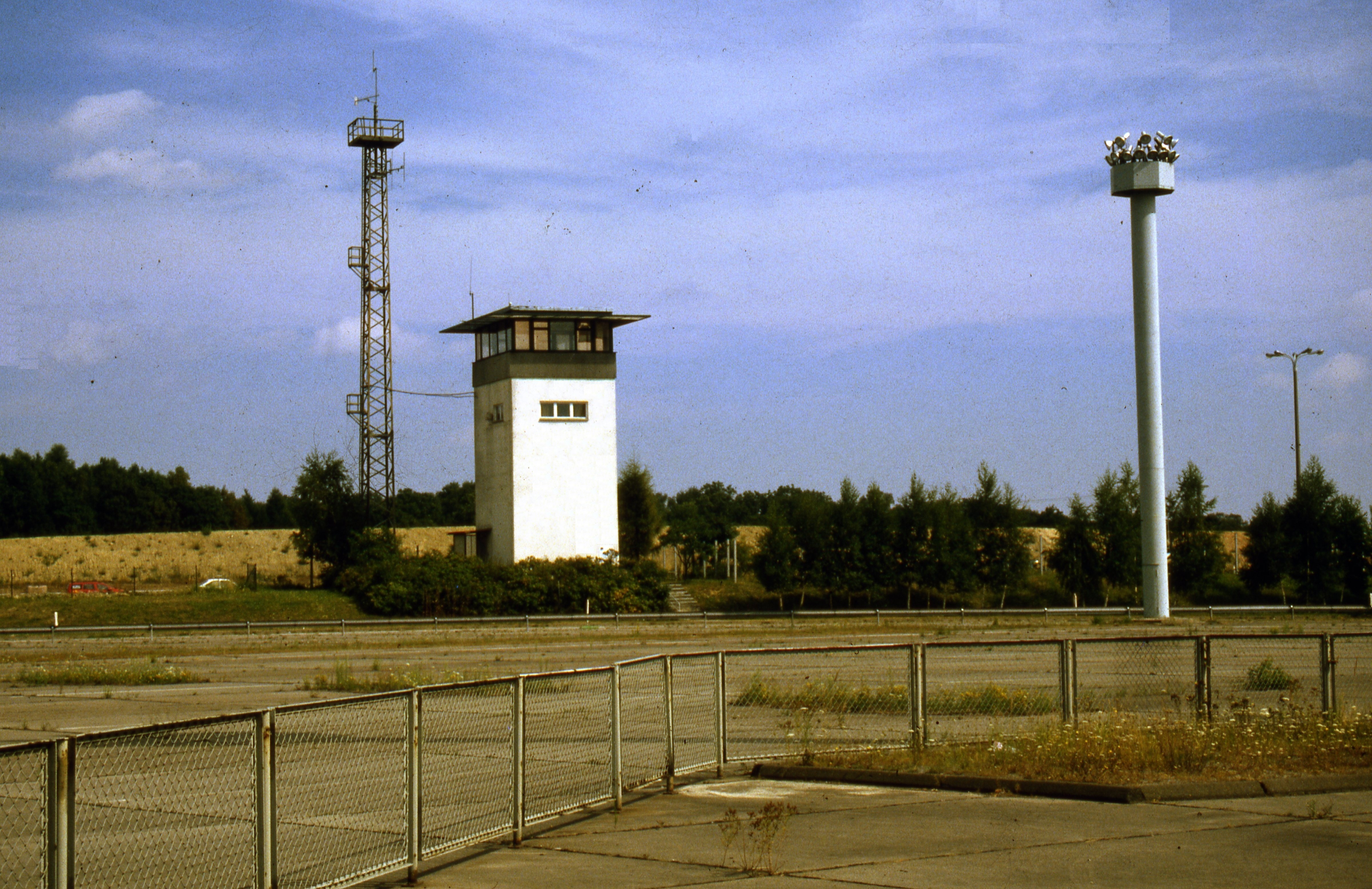
Tour de guet sur la frontière interne allemande, 1999

Cet article traite des événements qui se sont produits durant l'année 1999 en Allemagne.

## Gouvernements
- Président : Roman Herzog (jusqu'au 30 juin), puis Johannes Rau (à partir du 1er juillet)
- Chancelier : Gerhard Schröder
- L'Allemagne exerce la présidence du Conseil de l'Union européenne du 1er janvier au 30 juin

## Événements

### Février
- 10–21 février : la Berlinale 1999, c'est-à-dire le 49e festival international du film de Berlin, se tient

### Juin
- 18–20 juin : le sommet du G8 se tient à Cologne

### Novembre
- 4 novembre : une cour à Augsbourg émet un mandat d'arrêt pour Walther Leisler Kiep à cause de l'affaire des caisses noires de la CDU

### Date inconnue
- Création de Krauss-Maffei Wegmann par fusion de Wegmann & Co. (en) avec la division défense de Krauss-Maffei.

## Élections
- 7 février : Élections législatives régionales en Hesse
- 23 mai : Élection présidentielle
- 6 juin : Élections législatives régionales en Brême (en)
- 13 juin : Élections européennes
- 5 septembre : Élections législatives régionales en Brandebourg (en)
- 5 septembre : Élections législatives régionales en Sarre
- 19 septembre : Élections législatives régionales en Saxe

## Décès
- 2 janvier : Sebastian Haffner (né en 1907), un écrivain et journaliste